# Диогенија
Диогенија (грч. Διογένεια) је у грчкој митологији било име више личности.

## Митологија
- Била је нимфа Најада, која је потицала са извора или фонтана града Атине у Атици. Била је кћерка Кефиса, бога истоимене реке у близини, а удата за атинског господара Фрасима са којим је имала кћерке Пракситеју и Зеуксипу. О њој је писао Аполодор.[1]
- Аполодор је помињао још једну Диогенију, кћерку краља Келеја и Метанире. О њој је писао и Паусанија.[2]